# Атагулыев, Нокергулы Ходжагулыевич
Атагулыев Нокергулы Ходжагулыевич (туркм. Atagulyýew Nokerguly Hojagulyýewiç; 1964, Ашхабадская область) — туркменский государственный деятель, дипломат. Был Чрезвычайным и Полномочным Послом Туркменистана в  Объединённых Арабских Эмиратах и Таджикистане, Министром торговли, Заместителем председателя Кабинета министров Туркменистана.

## Биография
Родился в Геоктепинском этрапе Ахалского велаята.
Окончил Туркменский сельскохозяйственный университет по специальности экономист-организатор в 1995 году.
Трудовую деятельность начал бухгалтером в дайханском объединении «Шоргала» ПО «Туркменчакыр» в 1982 году, проработал на этой должности до 1990 года. В последующие 8 лет — заместитель главного бухгалтера того же объединения.
1998—2006 годах — главный бухгалтер отделения «Захмет» акционерного общества «Сердар», затем заместитель генерального директора — исполняющий обязанности генерального директора акционерного общества открытого типа «Марышекер».
С 2006 года — председатель Ассоциации пищевой промышленности Туркменистана.
С 12 ноября 2007 года по 18 февраля 2010 года был министром торговли и внешнеэкономических связей Туркменистана.
В 2010—2011 годах — Чрезвычайный и Полномочный Посол Туркменистана в Республике Таджикистан.
С 9 сентября 2011 года является Чрезвычайным и Полномочным Послом Туркменистана в Объединённых Арабских Эмиратах.
В феврале 2012 года был назначен вице-премьером, курирующим сферу торговли и текстильной промышленности. В июле 2013 года был освобожден от должности «в связи с переходом на другую работу».

## Награды
- Памятный знак Туркменистана «Magtymguly Pyragynyň 300 ýyllygyna» (10 декабря 2024 года) — учитывая большой личный вклад в изучение в эру Возрождения новой эпохи могущественного государства творческого наследия туркменского поэта-классика Махтумкули Фраги и его популяризацию в мире, в воспитание подрастающего молодого поколения в духе почитания национальных ценностей, традиций и обычаев нашего народа, сформировавшихся на протяжении веков, в воспитание качеств патриотизма, высокой нравственности, трудолюбия, гуманизма, храбрости и мужества, а также по случаю 300-летия со дня рождения Махтумкули Фраги[5]